# ISS-Expedition 26
ISS-Expedition 26 ist die Missionsbezeichnung für die 26. Langzeitbesatzung der Internationalen Raumstation (ISS). Die Mission begann am 26. November 2010 um 1:23 UTC mit dem Abkoppeln des Raumschiffs Sojus TMA-19 von der ISS. Das Ende wurde durch das Abkoppeln von Sojus TMA-01M am 16. März 2011 4:27 UTC markiert.

## Mannschaft
- Scott Kelly (3. Raumflug), Kommandant (USA/NASA) (Sojus TMA-01M)
- Alexander Jurjewitsch Kaleri (5. Raumflug), Bordingenieur (Russland/Roskosmos) (Sojus TMA-01M)
- Oleg Iwanowitsch Skripotschka (1. Raumflug), Bordingenieur (Russland/Roskosmos) (Sojus TMA-01M)

Zusätzlich ab 17. Dezember 2010:
- Dmitri Jurjewitsch Kondratjew (1. Raumflug), Bordingenieur (Russland/Roskosmos) (Sojus TMA-20)
- Catherine Grace Coleman (3. Raumflug), Bordingenieurin (USA/NASA) (Sojus TMA-20)
- Paolo Nespoli (2. Raumflug), Bordingenieur (Italien/ESA) (Sojus TMA-20)

### Ersatzmannschaft
Seit Expedition 20 wird wegen des permanenten Trainings für die Besatzungen keine offizielle Ersatzmannschaft mehr bekanntgegeben. Inoffiziell gelten die Backup-Crews der beiden Sojus-Zubringerraumschiffe TMA-01M und TMA-20 (siehe dort) als Ersatzmannschaft der Expedition 26. In der Regel kommen diese Crews dann jeweils zwei Missionen später selbst zum Einsatz.

## Missionsverlauf
Am 21. Januar 2011 absolvierten Dmitri Kondratjew und Oleg Skripotschka einen Außenbordeinsatz in Orlan-MK-Raumanzügen, bei dem sie das Hochgeschwindigkeits-Übertragungssystem (100 MByte/s zur Erde) am Swesda-Modul fertigstellten, am Rasswet-Modul eine Kamera installierten und das Materialexperiment Expose-R sowie den ausgefallenen Plasma-Pulsgenerator zur Ionosphärenuntersuchung abbauten. Die Mission dauerte 5 Stunden und 23 Minuten.